# 5. årtusinde f.Kr.
Årtusinder: 6. årtusinde f.Kr. – 5. årtusinde f.Kr. – 4. årtusinde f.Kr.

## Begivenheder
- Ca. 4500 f.Kr. opstår de første, europæiske landbrugssamfund ved det nuværende Bylani i Tjekkiet.
- I Danmark bl.a.: Ertebølletiden.
- Badari-kulturen opstår.